# 대한민국 민법 제57조
대한민국 민법 제57조는 이사에 대한 민법총칙 조문이다.

## 조문
제57조(이사) 법인은 이사를 두어야 한다.

## 참고 문헌
- 오세경, 대법전, 법전출판사, 2014 ISBN 978-89-262-1027-7